# Xenimpia trivittata
Xenimpia trivittata là một loài bướm đêm trong họ Geometridae.